# Thiên hoàng En'yū
Thiên hoàng Viên Dung (円融天皇 En'yū-tennō?, 12 tháng 4 năm 959 – 1 tháng 3 năm 991) là Thiên hoàng thứ 64 của Nhật Bản theo danh sách kế vị truyền thống.
Triều đại của ông kéo dài từ năm 969 đến năm 984.

## Tường thuật truyền thống
Trước khi lên ngôi Thiên hoàng, ông có tên húy là Morihira-shinnō. Ông là con trai thứ năm của Thiên hoàng Murakami có với công nương Aishi, con gái của Fujiwara no Morosuke. Morihira đồng thời cũng là em trai của vị Thiên hoàng tiền nhiệm Reizei.
Năm 967, hoàng tử Morihira được anh trai mình phong làm Thái tử Nhật Bản, với sự hậu thuẫn tuyệt đối từ Gia tộc Fujiwara của người mẹ và ông ngoại. Ông cũng là người thứ năm trong danh sách kế thừa ngôi vua của Thiên hoàng Reizei.

## Lên ngôi Thiên hoàng
Ngày 27 tháng 9 năm 969, Thiên hoàng Reizei thoái vị và người em trai - hoàng tử Morihira lãnh chiếu kế vị.
Ngày 5 tháng 11 năm 969, Morihira chính thức lên ngôi và lấy hiệu là Thiên hoàng En'yū. Ông lấy niên hiệu Anna của anh mình, lập thành niên hiệu Anna nguyên niên (11/969 - 3/970).
Năm 980 và 982, cung điện hoàng gia và "Gương thần" bị cháy hai lần, cá biệt Gương Thần bị phá hủy mất phân nửa (980). Đến năm 982, Gương Thần được phục hồi và trở thành biểu tượng tập trung tư tưởng và thần quyền cho Thiên hoàng Nhật Bản.
Thời kỳ Thiên hoàng En'yū cầm quyền đã chứng kiến cuộc đấu tranh quyền lực rất quyết liệt giữa những người trong gia tộc Fujiwara về việc Thiên hoàng sẽ cử ai trong số họ lên làm Nhiếp chính quan bạch (Sessho kampaku). Thiên hoàng En'yū nghe theo lời khuyên của mẹ mình đã cử Fujiwara no Kanemichi, em trai của bà và là cậu của Thiên hoàng, lên chức kampaku. Thiên hoàng chỉ có một con trai duy nhất (sau này lên ngôi hiệu là Thiên hoàng Ichijō), kết quả từ cuộc hôn nhân giữa ông với công nương Senshi, con gái của Fujiwara no Kaneie (người anh họ của công nương Aishi, mẹ của Thiên hoàng). Ông cũng tiếp tục hôn nhân với các con gái của họ Fujiwara, nhưng tất cả đều không có con với Thiên hoàng. Điều này dấy lên sự rạn nứt từ từ của Thiên hoàng với gia tộc Fujiwara, sau này sẽ bùng phát mạnh sau khi Thiên hoàng Go-Reizei qua đời.
Thời En'yū, hoàng gia Nhật Bản cũng đã tổ chức một đám rước đầu tiên, đưa tượng thần Hachiman về đền thờ Hirano để thờ cúng.
Ngày 24 tháng 9 năm 984, Thiên hoàng En'yū thoái vị và người cháu trai, hoàng tử Morosada (con trai của vua anh Reizei) lên kế ngôi và lấy hiệu là Thiên hoàng Kazan.
Năm 985, cựu Thiên hoàng xuất gia theo Phật giáo và lấy pháp danh là Kongō Hō.
Ngày 1 tháng 3 năm 991, cựu Thiên hoàng En'yū qua đời ở tuổi 32.

## Niên hiệu và tổ chức quan lại

### Niên hiệu
- Anna (968–970)
- Tenroku (970–973)
- Ten'en (973–976)
- Jōgen (976–978)
- Tengen (978–983)
- Eikan (983–985)

### Tổ chức quan lại
- Kampaku, Ōno-no-miya Fujiwara no Saneyori (藤原実頼), 900–970.
- Kampaku, Fujiwara no Yoritada (藤原頼忠), 924–989.
- Daijō-daijin, Fujiwara no Saneyori.
- Daijō-daijin, Fujiwara no Koretada (藤原伊尹)
- Daijō-daijin, Fujiwara no Kanemichi (藤原兼通)
- Daijō-daijin, Fujiwara no Yoritada.
- Sesshō, Fujiwara no Koretada, 924–972.
- Udaijin, Fujiwara no Koretada.[10]
- Udaijin, Fujiwara no Kaneie (藤原兼家), 929–990.
- Udaijin, Fujiwara no Kanemichi, 925–977.
- Naidaijin, Fujiwara no Kanemichi
- Dainagon, Minamoto no Kaneakira (源兼明)
- Dainagon, Fujiwara no Morouji (藤原師氏) (Gon-no-Dainagon, 権大納言)
- Dainagon, Fujiwara no Koretada (藤原伊尹)
- Dainagon, Fujiwara no Yoritada (藤原頼忠)
- Dainagon, Tachibana no Yoshifuru (橘好古)
- Dainagon, Minamoto no Masanobu (源雅信)
- Dainagon, Fujiwara no Kaneie (藤原兼家)
- Dainagon, Minamoto no Nobumitsu (源延光) (Gon-no-Dainagon, 権大納言)
- Dainagon, Fujiwara no Tamemitsu (藤原為光)
- Dainagon, Fujiwara no Asateru (藤原朝光) (Gon-no-Dainagon, 権大納言)
- Dainagon, Minamoto no Shigenobu (源重信)
- Dainagon, Fujiwara no Naritoki (藤原済時) (Gon-no-Dainagon, 権大納言)

## Gia đình
- Empress: Fujiwara no Kōshi (藤原媓子) (947–979), con gái của Fujiwara no Kanemichi (藤原兼通)
- Empress: Fujiwara no Junshi/Nobuko (藤原遵子) (957–1017), con gái của Fujiwara no Yoritada (藤原頼忠)
- Nyōgo: Imperial Princess Sonshi (尊子内親王) (966–985), con gái của Thiên hoàng Reizei
- Nyōgo(Kōtaigō): Fujiwara no Senshi (藤原詮子) (962–1002), con gái của Fujiwara no Kaneie (藤原兼家), sinh ra một con trai duy nhất là hoàng tử Yasuhito (懐仁親王) (980–1011) (Thiên hoàng Ichijō)